# Wapen van Nieuwkuijk

Het wapen van Nieuwkuijk

Het wapen van Nieuwkuijk werd op 16 juli 1817 per wapenbevestiging door de Hoge Raad van Adel aan de Noord-Brabantse gemeente Nieuwkuijk toegekend. Op 1 mei 1935 werd de gemeente per wet opgeheven en is diezelfde dag in de gemeente Vlijmen opgegaan. Deze gemeente is in 1997 zelf weer opgegaan in de gemeente Heusden.

## Blazoenering
Bij de officiële tekening is geen tekst gevoegd. De Hoge Raad van Adel heeft er later de volgende blazoenering bij geschreven:
Van lazuur, beladen met een molenrad, en chef van goud. Op het schild een staande lam, van agteren verzeld door twee geestelijke personen.
Het wapen is in de rijkskleuren: een blauw schild met geheel gouden voorstelling, in dit geval een molenrad en een geheel gouden schildhoofd. Op het schild staat een zilveren lam met daarachter twee geestelijken. Heraldisch links is mogelijk Sint-Nicolaas. De kleuren van de schildhouders zijn niet beschreven. De tekening toont echter de heraldisch rechter figuur in een zwart gewaad met een zwarte hoed. De heraldisch linker figuur heeft een rood gewaard, een gouden mijter en een gouden kromstaf.

## Geschiedenis
In 1383 had Nieuwkuijk een eigen schepenbank. Uit de periode 1610 tot 1654 is een zegel bekend van de schepenbank. In 1650 ging de heerlijkheid  over van Hoogstraten naar de hertogen van Brabant. Dit wapen was op één detail na gelijk aan het in 1817 verleende wapen: het oude wapen had niet één maar twee molenradaren. Omdat er geen kleuren bij de aanvraag genoemd werden, werd het wapen in de rijkskleuren (blauw schild met geheel gouden voorstelling) verleend. De heilige Johannes is de parochieheilige van Drunen, waar Nieuwkuijk kerkelijk toe behoorde. De kapel in Nieuwkuijk heeft als patroonheilige de heilige Lambertus.
Het wapen is gebaseerd op het wapen van de familie Van Wijck, de familie bezat tussen 1383 en 1583 de heerlijkheid Nieuwkuijk. De heerlijkheid heeft later het familiewapen in gebruik genomen als heerlijkheidswapen.

## Verwante wapens

Het wapen van Heusden
Het wapen van Vlijmen
Het wapen van Baardwijk
Het wapen van Eethen (1936)
Het wapen van Hedikhuizen
Het wapen van Oudheusden
Het wapen van Wijk en Aalburg (1954)
Het wapen van Maarn
Het wapen van Haamstede

Aalburg
· Aalst
· Aarle-Rixtel
· Alem 
· Alem, Maren en Kessel
· Almkerk
· Alphen en Riel
· Andel
· Baardwijk
· Bakel en Milheeze
· Beek en Donk
· Beers
· Berghem
· Berkel-Enschot
· Berlicum
· Besoyen
· Beugen en Rijkevoort
· Bladel en Netersel
· Bokhoven
· Borkel en Schaft
· Boxmeer
· Budel
· Capelle
· Chaam
· Cromvoirt
· Cuijk
· Cuijk en Sint Agatha
· De Werken en Sleeuwijk
· Den Dungen
· Deurne en Liessel
· Dieden, Demen en Langel
· Diessen
· Dinteloord (en Prinsenland)
· Dinther
· Dommelen
· Drongelen, Haagoort, Gansoijen en Doeveren
· Drunen
· Duizel en Steensel
· Dussen
· Eersel
· Eethen
· Emmikhoven en Waardhuizen
· Empel en Meerwijk
· Engelen
· Erp
· Esch
· Escharen
· Fijnaart en Heijningen
· Gassel
· Geffen
· Geldrop
· Gemert
· Genderen
· Gestel en Blaarthem
· Giessen
· Ginneken en Bavel
· Grave
· 's Gravenmoer
· Haaren 
· Halsteren
· Haps
· Haren en Macharen
· Hedikhuizen
· Heesch
· Heeswijk
· Heeswijk-Dinther
· Heeze
· Helvoirt
· Herpt
· Hoeven
· Hooge en Lage Mierde
· Hooge en Lage Zwaluwe
· Hoogeloon, Hapert en Casteren
· Huijbergen
· Kessel
· Klundert
· Landerd
· Leende
· Liempde
· Lierop
· Lieshout
· Linden
· Lith
· Luyksgestel
· Maarheeze
· Maasdonk
· Maashees en Overloon
· Made en Drimmelen
· Maren
· Meeuwen
· Megen, Haren en Macharen
· Mierlo
· Mill en Sint Hubert
· Moergestel
· Nederwetten en Eckart
· Nieuw-Ginneken
· Nieuw-Vossemeer
· Nieuwkuijk
· Nistelrode
· Nuenen en Gerwen
· Nuland
· Oeffelt
· Oerle
· Oijen en Teeffelen
· Oost-, West- en Middelbeers
· Oploo, Sint Anthonis en Ledeacker
· Ossendrecht
· Oud en Nieuw Gastel
· Oudenbosch
· Oudheusden
· Princenhage
· Prinsenbeek
· Putte
· Raamsdonk
· Ravenstein
· Reek
· Reusel
· Riethoven
· Rijsbergen
· Rijswijk
· Roosendaal en Nispen
· Rosmalen
· Sambeek
· Schaijk
· Schijndel
· Sint Anthonis
· Sint-Michielsgestel
· Sint-Oedenrode
· Soerendonk, Sterksel en Gastel
· Sprang
· Sprang-Capelle
· Standdaarbuiten
· Stiphout
· Stratum
· Strijp
· Terheijden
· Teteringen
· Tongelre
· Uden
· Udenhout
· Veen
· Veghel
· Veldhoven en Meerveldhoven
· Velp
· Vessem, Wintelre en Knegsel
· Vierlingsbeek
· Vlierden
· Vlijmen
· Vrijhoeve-Capelle
· Wanroij
· Waspik
· Werkendam
· Westerhoven
· Wijk en Aalburg
· Willemstad
· Woensel (en Eckart)
· Woudrichem
· Wouw
· Zeeland
· Zesgehuchten
· Zevenbergen